# 達沙拉特琴達

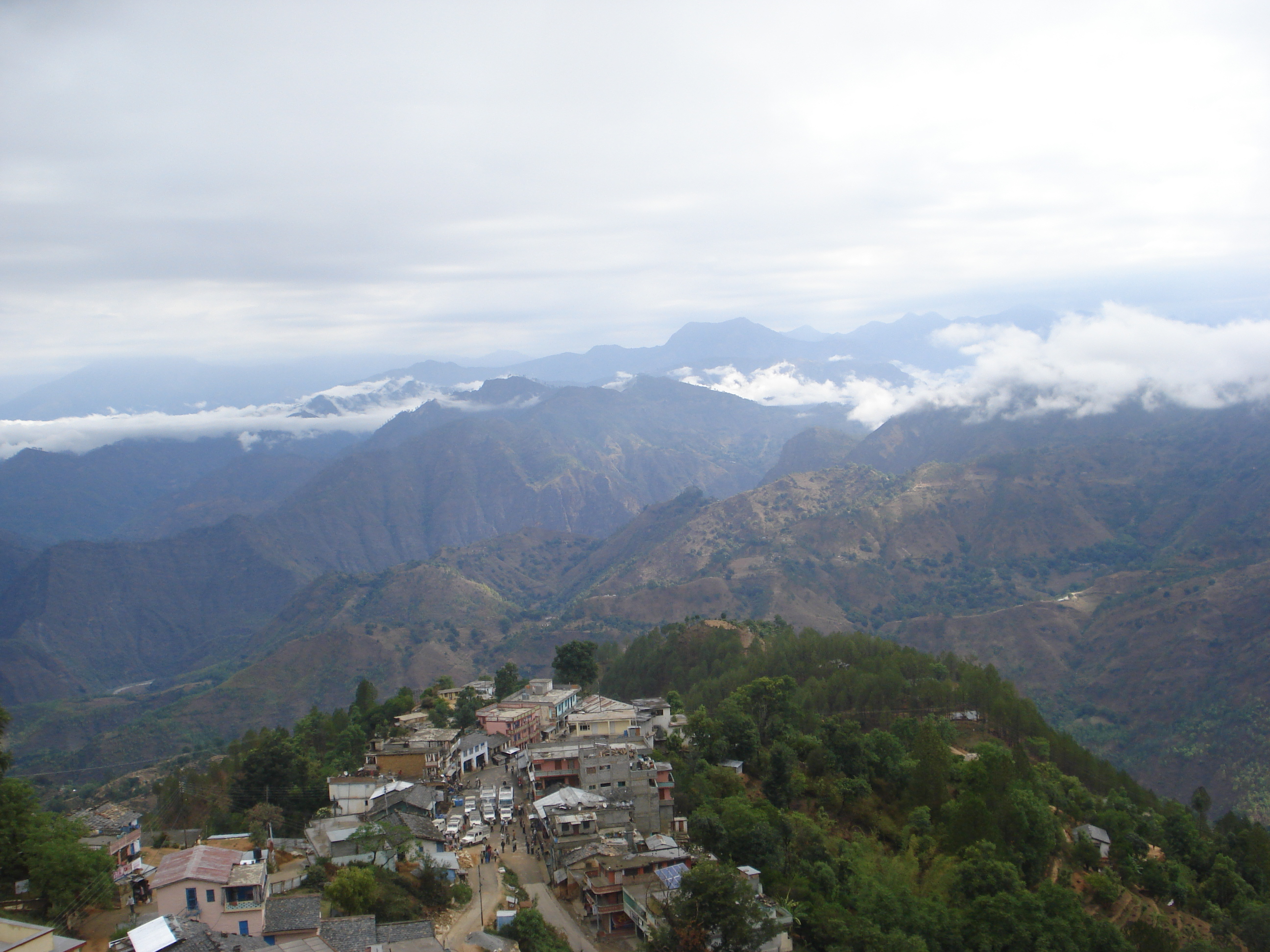
達沙拉特琴達

達沙拉特琴達（दशरथचन्द）是尼泊爾的城鎮，位於該國西部，由遠西省負責管轄，面積55平方公里，海拔高度1,420米，2011年人口16,791，人口密度每平方公里305.2人。
29°33′17″N 80°25′36″E / 29.55472°N 80.42667°E